# 耨盌溫敦思忠
耨盌溫敦思忠（1089年—1161年），亦作温都思忠、温敦乙剌补、温都移剌保。金朝大臣。女真族。姓耨盌温敦（都），阿补斯水人。
金太祖阿骨打攻辽朝时，女真族尚无文字，凡军事情况，诸将皆口述，由其面奏阿骨打，并受诏，还军传致诏辞。往复数千言，很少有误。金辽议和充为使节，奉使辽国。号称“闸刺”（汉意“行人”）。金太宗时，随左副元帅完颜宗翰攻宋，天会八年（1130年），受命为传宣使，册封齐帝刘豫，不久任谋克，随完颜宗弼克和尚原（今陕西宝鸡西南），还为西京（今山西大同）留守。金熙宗天眷元年（1138年），改任蒲州防御使，进为行台尚书左丞。和参知政事乌林答赞谟不和。天德二年（1150年），完颜亮杀死左丞相完颜秉德时，因为乌林答赞谟的妻子是完颜秉德的乳母，陷害杀死乌林答赞谟。同年为尚书右丞，进平章政事，封郜国公。进封沂国公，左丞相兼侍中。天德三年（1151年），辞官。贞元二年（1154年）十月，进拜太傅，领三省事，封齐国王。之后任太师兼劝农使、尚书令，位在丞相之上。完颜亮定封爵制度，耨盌溫敦思忠改封广平郡王，封次室为郡夫人。曾经多次谏阻伐宋，完颜亮不采纳。完颜亮南侵南宋，使金国国内义军蜂起。耨盌溫敦思忠死后，完颜亮亲临祭奠。

## 延伸阅读
[在维基数据编辑]
 《金史·卷84》，出自脱脱《遼史》